# Kreisauer Kreis
Der Kreisauer Kreis war eine zivile Widerstandsgruppe, die sich während der Zeit des Nationalsozialismus mit Plänen zur politisch-gesellschaftlichen Neuordnung nach dem angenommenen Zusammenbruch der Hitler-Diktatur befasste.

Signet des Kreisauer Kreises

Der Kreis, dessen Führungspersönlichkeiten Helmuth James Graf von Moltke und Peter Graf Yorck von Wartenburg waren, bildete sich im Jahr 1940. Freya von Moltke organisierte mit Gleichgesinnten drei Zusammenkünfte im Mai 1942, Oktober 1942 und Juni 1943 mit dem Ziel, Gesellschaftsentwürfe für eine Nachkriegszeit zu erstellen. Nach der Verhaftung Moltkes Anfang 1944 löste sich der Kreisauer Kreis de facto auf, einige Kreisauer schlossen sich der Gruppe um Claus Schenk Graf von Stauffenberg an. Nach dessen Attentat auf Hitler am 20. Juli 1944 gelang es der Gestapo, die Arbeit des Kreises aufzudecken. Sie nannte die Widerstandsgruppe nach Moltkes Gut Kreisau in Schlesien (heute Krzyżowa in Polen) „Kreisauer Kreis“ – vermutlich wurde der Begriff von Theodor Haubach während seiner Vernehmungen benutzt – und prägte damit den Namen, der später Eingang in die Geschichtsschreibung fand.

## Aufbau und Absichten
Der Kreisauer Kreis bestand aus einem „inneren Kreis“ von etwa 20 Personen und ungefähr eben sovielen Mitwissern und Sympathisanten aus unterschiedlichen Gesellschaftsschichten. Letzteres unterscheidet den Kreisauer Kreis von anderen antinationalsozialistischen Widerstandsgruppen. Persönlichkeiten aus dem Bürgertum, dem Adel, der Arbeiterbewegung, dem Katholizismus und dem Protestantismus arbeiteten in diesem Kreis zusammen. Die Kreisauer Pläne zur Neuordnung gingen weit über eine bloße Restauration vergangener Zustände hinaus, wie sie beispielsweise von der Goerdeler-Gruppe angestrebt wurde – also der Weimarer Republik oder der Monarchie. Auf der Basis der Auffassung, die nationalsozialistische Gewaltherrschaft sei der Kulminationspunkt einer geschichtlichen Entwicklung weg vom christlichen Universalismus des Mittelalters hin zum säkularisierten, absoluten Staat, strebten die Kreisauer eine grundlegende geistige, gesellschaftliche und politische Reform an, die den einzelnen Menschen in den Mittelpunkt aller Betrachtungen stellt. Vom Individuum ausgehend, wollten die Kreisauer eine Gesellschaftsordnung schaffen, die den Einzelnen zu Selbstbestimmung und Übernahme (politischer) Verantwortung befähigen sollte. Die sozialpolitische Komponente der Kreisauer Pläne war stark sozialistisch geprägt, außenpolitisch strebten sie eine gesamteuropäische Integration an. Für Hans Mommsen stellte das Kreisauer Programm einen „[…] umfassenden Zukunftsentwurf dar, dessen Kühnheit und innere Stringenz von anderen politischen Reformkonzepten des deutschen Widerstandes gegen Hitler nicht übertroffen worden ist.“

## Die wichtigsten Mitglieder des Kreises
Der Kreisauer Kreis war keine streng abgrenzbare Organisation. Seine Mitglieder trafen sich in der Regel in kleineren Gruppen, um einzelne Aspekte der angestrebten Neuordnung zu erörtern. Aus Sicherheitsgründen kannten sich diese Zellen untereinander häufig nicht, lediglich Moltke und Yorck hatten einen Gesamtüberblick über alle Arbeiten. Dazu kommt, dass die Mitglieder des engeren Kreises um die beiden Leitfiguren ihrerseits ihnen bekannte Experten zu Rate zogen, die mit dem Kreisauer Kreis sonst nichts zu tun hatten. Nachfolgend sollen die Lebensbilder der wichtigsten Kreisauer kurz umrissen werden, um ihre Herkunft, Sozialisation und Weltanschauung verständlich zu machen.

### Helmuth James Graf von Moltke

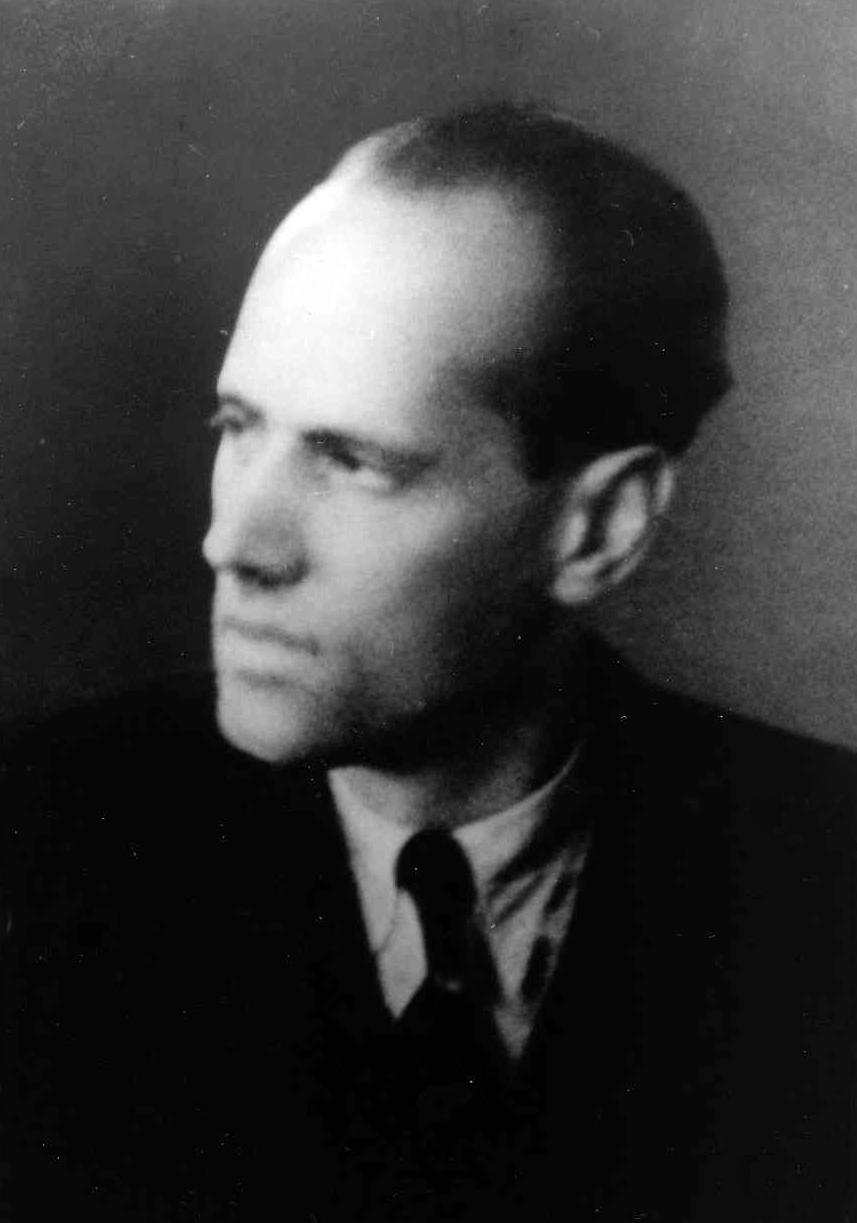
Helmuth von Moltke, Januar 1945

Moltke (1907–1945) hatte eine liberale Erziehung genossen. Seine Eltern waren beide Anhänger der Christian Science. Durch seine Mutter Dorothy, die die Tochter des ehemaligen Obersten Richters der Südafrikanischen Union James Rose Innes war, fühlte er sich zeitlebens dem britischen Empire verbunden. Er hatte Rechtswissenschaften studiert und sich in England zum Barrister ausbilden lassen. Sein ausgeprägtes soziales Interesse hatte ihm den Spitznamen „der Rote Graf“ eingebracht. Nach der „Machtergreifung“ Hitlers half er als Anwalt in Berlin den vom NS-Regime Verfolgten. Bei Beginn des Zweiten Weltkrieges wurde er als Kriegsverwaltungsrat der Amtsgruppe Auslandsnachrichten und Abwehr einberufen, wo er sich als Sachverständiger für Kriegs- und Völkerrecht für die Einhaltung des Völkerrechts und die humane Behandlung von Gefangenen einsetzte.

### Peter Graf Yorck von Wartenburg

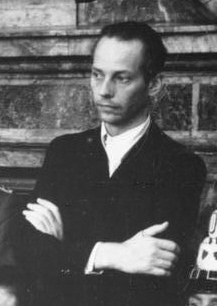
Peter Graf Yorck von Wartenburg

Peter Yorck (1904–1944), dessen Familie wie die der Moltkes bedeutende Persönlichkeiten im preußischen Staat hervorgebracht hatte, wurde im christlich-humanistischen Geist erzogen. Wie Moltke hatte er Rechtswissenschaften studiert und entwickelte ein starkes politisches und soziales Verantwortungsgefühl auf Basis einer konservativen Grundeinstellung. Nachdem er dem Nationalsozialismus zunächst aufgeschlossen gegenüberstand – im Gegensatz zu Moltke hatte er sich mit der Weimarer Republik nie identifizieren können – ließen ihn die Gewaltpolitik und die zunehmende Rechtlosigkeit im „Führerstaat“ zu einem entschiedenen Gegner desselben werden. Da er sich weigerte, der NSDAP beizutreten, wurde er auf seinem Posten im Reichswirtschaftsministerium nicht mehr befördert. Yorck, der als Leutnant der Reserve am Überfall auf Polen teilgenommen hatte, empörte sich aus einer aristokratischen Grundhaltung heraus über das rohe Auftreten der neuen deutschen Führungsschichten. Hitler nannte er einmal einen „deutschen Dschingiskhan“.

### Carl Dietrich von Trotha
Carl Dietrich von Trotha (1907–1952) war ein Vetter Moltkes und ebenfalls in Kreisau aufgewachsen. Er hatte ebenfalls Jura und zusätzlich Wirtschaftswissenschaften studiert und war wie Yorck im Reichswirtschaftsministerium tätig. Seine Persönlichkeit wurde vor allem durch die Jugendbewegung und die Arbeit in der Volksbildung mit Eugen Rosenstock-Huessy geprägt. Im Kreisauer Kreis arbeitete er mit Einsiedel in der Arbeitsgruppe Wirtschaft, die sich häufig in Trothas Wohnung traf. Nach dem 20. Juli 1944 blieb Trotha unentdeckt. Ab 1948 lehrte er an der Deutschen Hochschule für Politik in Berlin.
Während eines USA-Aufenthaltes starb er 1952 bei einem Badeunfall.

### Horst von Einsiedel
Horst von Einsiedel (1905–1947) war der Sohn eines Dresdner Arztehepaares. Er studierte Rechts- und Staatswissenschaften und hatte sich ebenfalls intensiv an der Volksbildungsarbeit mit Rosenstock-Huessy beteiligt. Er hatte zahlreiche Studienreisen, unter anderem nach Norwegen, in die Türkei und in die USA, unternommen. Einsiedel lehnte aus einer christlich-sozialistischen Grundeinstellung heraus den Nationalsozialismus ab (er hatte wie Trotha bei dem religiösen Sozialisten Adolf Löwe studiert und war ab 1930 Mitglied der SPD) und wurde aus diesem Grund 1934 aus dem Staatsdienst im Statistischen Reichsamt gedrängt. In der späteren Tätigkeit im Kreisauer Kreis leitete Einsiedel, der eine staatliche Wirtschaftslenkung befürwortete, die Arbeitsgruppe für Wirtschaftsfragen. Er entging der Verhaftungswelle nach dem 20. Juli 1944 und starb 1947 im sowjetischen Speziallager Sachsenhausen.

### Hans Lukaschek

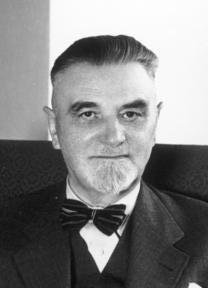
Hans Lukascheck

Hans Lukaschek (1885–1960) stammte aus einer katholischen Breslauer Familie, hatte eine christlich-humanistische Weltanschauung und war befreundet mit van Husen, den er später auch in den Kreisauer Kreis einführte. Er studierte Rechtswissenschaft, wurde 1919 Landrat in Oberschlesien und im gleichen Jahr Leiter der deutschen Propaganda für die bevorstehende Abstimmung (vgl. dazu Teilung Oberschlesiens nach dem Ersten Weltkrieg) über die Zugehörigkeit Oberschlesiens zu Polen oder Deutschland. Nach der Teilung arbeitete der Zentrumspolitiker Lukaschek in der Gemischten Kommission für Oberschlesien mit. Als Oberpräsident der preußischen Provinz Oberschlesien förderte er ab 1929 die Minderheitenpolitik. Er engagierte sich für seine schlesische Heimat, die nach dem Ersten Weltkrieg durch die Teilung, den daraus resultierenden Flüchtlingsstrom und die rückständige Wirtschaft vor erheblichen Strukturproblemen stand. Den Nationalsozialismus lehnte er deutlich ab, nach vergeblicher Überredungsarbeit durch Göring wurde er im Mai 1933 aus seinem Amt gedrängt. Im Kreisauer Kreis beschäftigte er sich später mit Verfassungsfragen und hielt den Kontakt zur katholischen Kirche. Nach dem Attentat vom 20. Juli 1944 wurde er verhaftet und gefoltert. Aufgrund der Misshandlungen wurde er vom Volksgerichtshof freigesprochen. Nach 1945 gehörte Lukaschek zu den Mitbegründern der Thüringer CDU und war 1949 bis 1953 Bundesminister für Vertriebene.

### Adam von Trott zu Solz

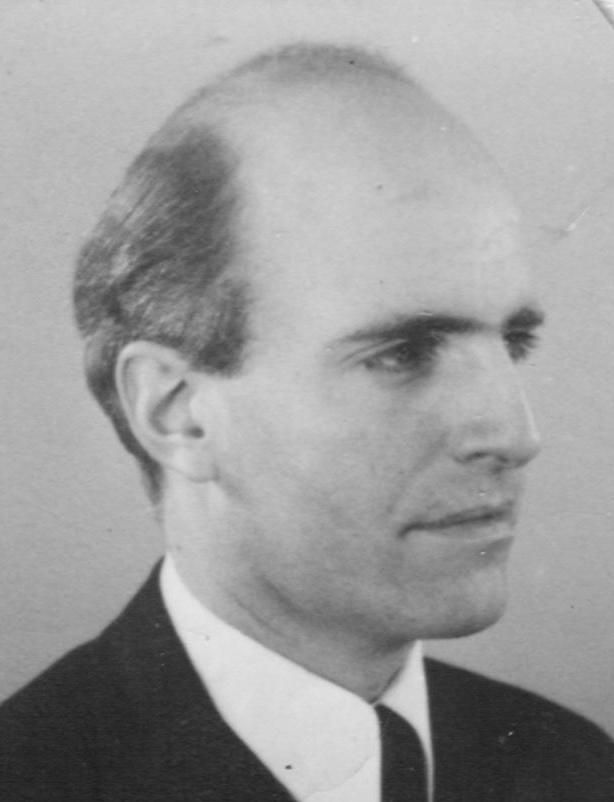
Adam von Trott, 1943 in Schweden

Der Diplomat Adam von Trott zu Solz (1909–1944) stammte aus einer Familie, die dem hessischen Uradel angehörte. Er gehörte zu den frühen Gegnern des nationalsozialistischen Regimes und setzte sich spätestens seit 1939 nachweisbar für dessen Sturz ein. In enger Abstimmung mit Claus Schenk Graf von Stauffenberg war er am Umsturzversuch am 20. Juli 1944 beteiligt. Als Mitarbeiter in der Informationsabteilung des Auswärtigen Amtes hatte Trott die Möglichkeit zu Reisen ins neutrale Ausland. Er reiste mehrfach unter anderem in die Schweiz, nach Schweden und in die Türkei, um für ausländische Unterstützung für die Aktivitäten des deutschen Widerstandes zu werben, und um erarbeitete Denkschriften an die Alliierten weiterzugeben. Adam von Trott nahm an zahlreichen Treffen von Mitgliedern des Kreisauer Kreises in Berlin teil sowie an der dritten Tagung des Kreises im Juni 1943 in Kreisau. Adam von Trott interessierte sich besonders für die außenpolitischen Konzeptionen des Kreisauer Kreises, insbesondere setzte er sich für die Schaffung einer dauerhaften Friedensordnung in Europa ein. Bereits 1939 hatte er in den USA weitreichende europapolitische Ideen skizziert und diese 1941 und 1943 in zwei in der Schweiz abgefassten Schriften genauer ausgeführt.

### Adolf Reichwein

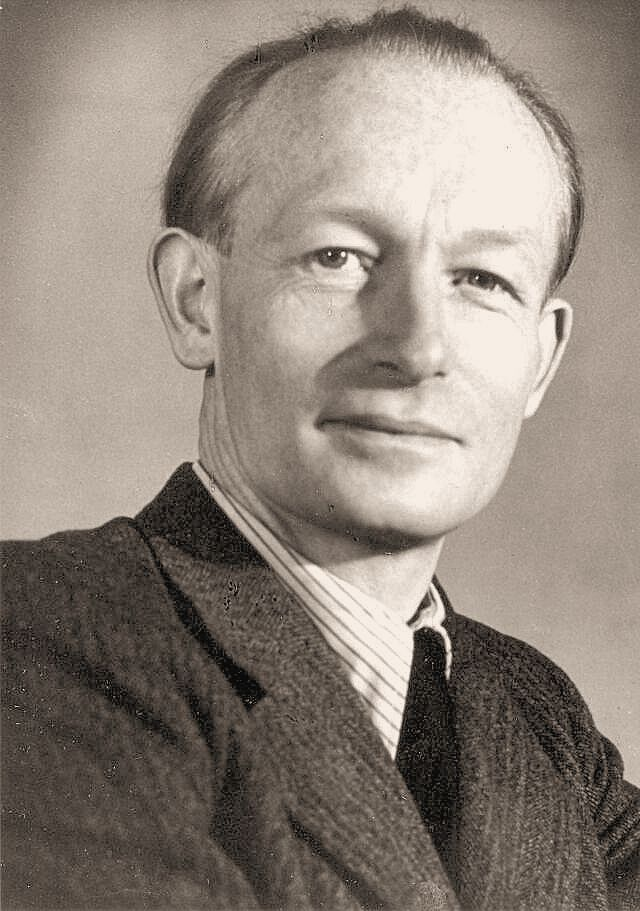
Adolf Reichwein

Der Pädagoge Adolf Reichwein (1898–1944) aus Bad Ems schloss sich in seiner Jugendzeit der Wandervogel-Bewegung an. Nach einem Notabitur 1916 meldete er sich freiwillig zum Kriegsdienst. Er kam an die Westfront, wo er 1917 in der Panzerschlacht von Cambrai verwundet wurde. Als Republikaner und Sozialist begrüßte er die Revolution von 1918. Während seines Studiums der Geschichte, der Volkswirtschaft und der Philosophie kam er mit der neokantianistischen Lehre in Kontakt, er wurde unter anderem von Scheler, Natorp und Wolters beeinflusst. Des Weiteren stand er mit dem George-Kreis in Kontakt. Reichwein schrieb für die Sozialistischen Monatshefte, beschäftigte sich mit dem Kommunismus und der Religion und trat für die Überwindung der Klassenschranken ein. Er rechnete sich selbst der Strömung des religiösen Sozialismus zu. Ende der 1920er Jahre reiste er durch die USA, Japan und China. Nach seiner Rückkehr 1928 wurde er Referent und persönlicher Vertrauter des preußischen Kulturministers Becker, im Zuge dieser Tätigkeit engagierte er sich bei der Löwenberger Arbeitsgemeinschaft, wo er einige der späteren Kreisauer kennenlernte. Reichwein trat der SPD bei und nahm eine Professur in Halle an. Nach der Ernennung Hitlers zum Reichskanzler musste er diesen Posten aus politischen Gründen aufgeben und wurde Dorfschullehrer in Tiefensee. Für den Kreisauer Kreis vermittelte er die Kontakte zu Mierendorff und Haubach. Nach seiner Fühlungnahme mit kommunistischen Widerstandsgruppen wurde er 1944 verhaftet, zum Tode verurteilt und hingerichtet.

### Carlo Mierendorff

Carlo Mierendorff

Entscheidenden Einfluss auf die Kreisauer Tätigkeit übte der Arbeiterführer Carlo Mierendorff (1897–1943) aus Großenhain aus. Er war Weltkriegsteilnehmer, von Kaiser Wilhelm persönlich ausgezeichnet, und hatte 1918 bis 1922 Philosophie und Volkswirtschaft studiert. Schon während des Krieges hatte er sich publizistisch betätigt, und seit 1920 war er SPD-Mitglied. Mierendorff war einer der erbittertsten Gegner des Nationalsozialismus und ein fähiger Agitator. Er erkannte früh den psychologischen Effekt von Identifikationssymbolen und Massenmedien. Rhetorisch und in der Wahl der Mittel war Mierendorff dem NSDAP-Chefpropagandisten Goebbels gewachsen, dem er im Reichstag mit den Worten „Bleiben Sie in dem Lokal, Herr Goebbels, wenn Sie den Mut haben, einem Frontkämpfer ins Auge zu sehn!“ entgegentrat. Nicht zuletzt wegen der Veröffentlichung der Boxheimer Dokumente zog er sich den Hass der Nationalsozialisten zu, die ihn nach der Machtübernahme sofort in „Schutzhaft“ nehmen ließen. Die Jahre von 1933 bis 1938 verbrachte er in den Konzentrationslagern Osthofen, Börgermoor, Buchenwald und Lichtenburg. Nach seiner Entlassung durfte er nicht unter seinem richtigen Namen leben und musste in einem SS-Betrieb arbeiten. Ungeachtet dessen gelang es ihm, frühere Kontakte zu reaktivieren. Über Reichwein kam er zum Kreisauer Kreis, wo er zu Moltke ein persönliches Verhältnis entwickelte. Der Tod Mierendorffs bei einem Bombenangriff auf Leipzig 1943 war für die Arbeit des Kreises ein schwerer Schlag.

### Theodor Haubach
Ein enger Freund Mierendorffs war Theodor Haubach (1896–1945) aus Darmstadt. Er war ebenfalls hoch dekorierter Soldat im Ersten Weltkrieg und Anhänger der Sozialdemokratie. Haubach studierte Philosophie und promovierte bei Jaspers. Er war ein begabter Redner, jedoch weit weniger impulsiv als sein Freund Mierendorff. Ab 1927 war er Abgeordneter in der Hamburger Bürgerschaft; ähnlich wie Julius Leber war er beim Reichsbanner Schwarz-Rot-Gold seit dessen Gründung engagiert. Ab 1930 arbeitete er als Pressereferent in der preußischen Regierung mit und etwa zur selben Zeit engagierte er sich bei den „Neuen Blättern für den Sozialismus“, einem Organ des religiösen Sozialismus um Paul Tillich. Nach der „Machtergreifung“ war er kurz inhaftiert, und von 1934 bis 1936 wurde er im KZ Esterwegen eingesperrt. Nach dem 20. Juli 1944 wurde Haubach verhaftet, von Freisler zum Tode verurteilt und am 23. Januar 1945 hingerichtet.

### Augustin Rösch
Pater Augustin Rösch (1893–1961) war seit 1935 Provinzial der Oberdeutschen Provinz des Jesuitenordens. Von Gerstenmaier wurde er als stärkster Mann des deutschen Katholizismus bezeichnet. Er setzte sich bei der Gestapo beständig für verfolgte Ordensbrüder und die Einhaltung kirchlicher Rechte (vgl. Reichskonkordat) ein. Im Kreisauer Kreis hielt Rösch die Verbindung zum katholischen Widerstand und prägte die Ausarbeitungen zu konfessionellen und kulturellen Themen mit. Nach dem 20. Juli 1944 wurde er verhaftet und gefoltert, jedoch kurz vor der Eroberung Berlins durch die Rote Armee freigelassen. Nach dem Krieg war er bis 1961 Landesdirektor der bayerischen Caritas.

### Alfred Delp

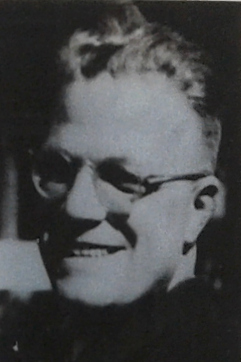
Alfred Delp, Mannheim Gedenktafel

Einer der geistig führenden Köpfe war der Jesuitenpater Alfred Delp (1907–1945), der von Rösch als Vertreter des Katholizismus in den Kreisauer Kreis eingeführt wurde. Er war in einer gemischt-konfessionellen Familie aufgewachsen, schloss sich jedoch dem Jesuitenorden an, um aus bürgerlichen Beschränkungen auszubrechen und sein Leben bewusst in den Dienst der Nächstenliebe zu stellen. Delp setzte sich in seiner Studienzeit (Philosophie und Theologie) mit dem Existenzialismus auseinander und schrieb ein Buch über Heidegger. Später arbeitete er bei der angesehenen katholischen Zeitschrift „Stimmen der Zeit“ als Redakteur. Nach deren Verbot wurde er 1941 Gemeindepfarrer in München-Bogenhausen, um dem Wehrdienst zu entgehen. Im Kreisauer Kreis war er überaus aktiv, neben vielen kleineren Treffen nahm er auch an allen drei großen Tagungen teil. Nach dem 20. Juli 1944 wurde er verhaftet, zum Tode verurteilt und am 2. Februar 1945 hingerichtet.

### Lothar König

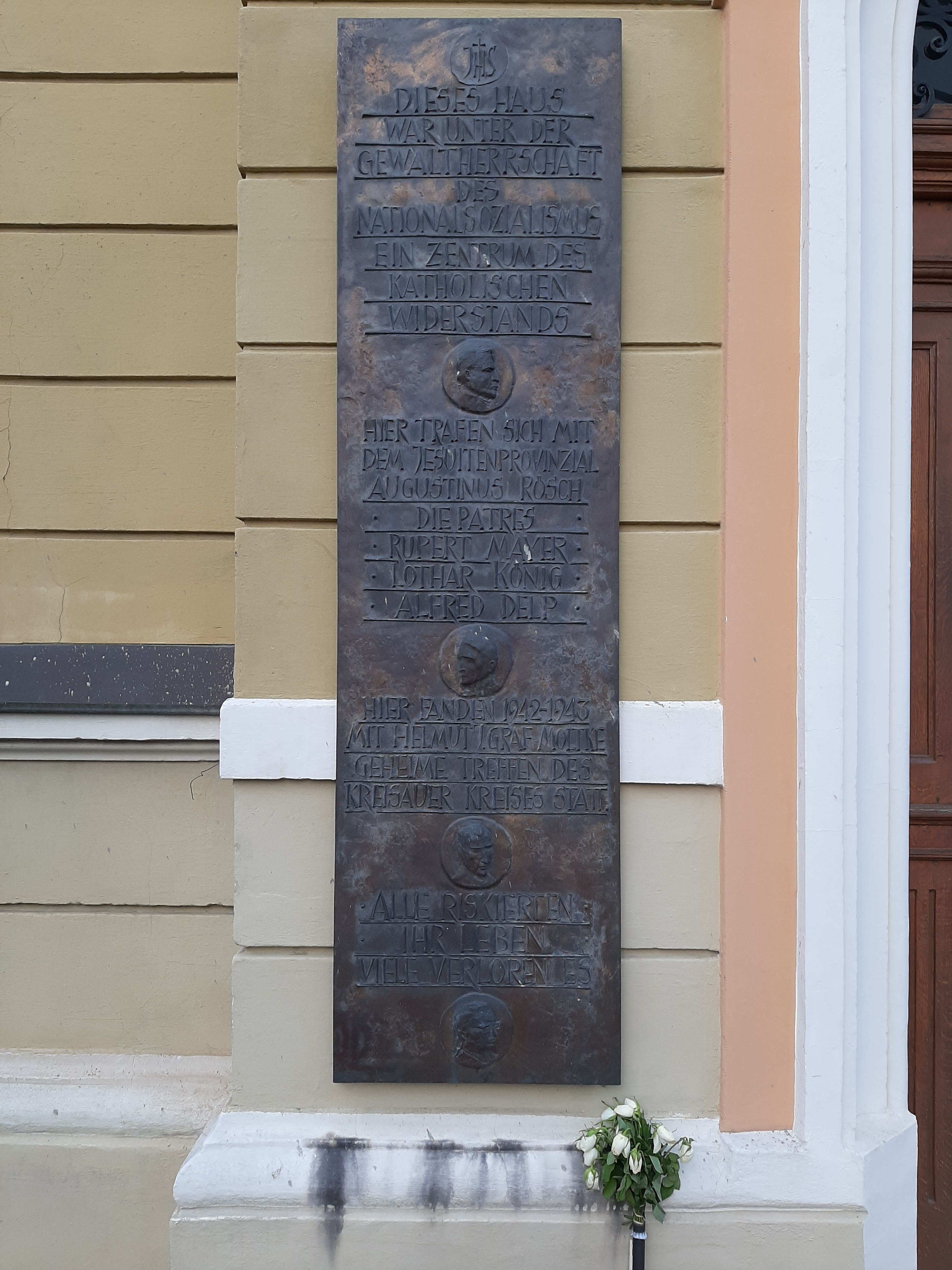
Gedenktafel

Als Rösch zum Kreisauer Kreis kam, brachte er seinen Sekretär und Bevollmächtigten Lothar König (1906–1946) mit. Dieser stammte aus Stuttgart und war in seiner Jugend in der bündischen Jugendgruppe Neudeutschland aktiv. Er studierte Philosophie und Naturwissenschaften, später lehrte er in Pullach Kosmologie. Während des Kirchenkampfes widmete er sich der Verteidigung seines Ordens; es gelang ihm beispielsweise, die Pullacher Ordenshochschule dem Zugriff der Gestapo zu entziehen. Im Kreisauer Kreis war er meist als Kurier und Verbindungsmann zu verschiedenen Bischöfen unterwegs. Nach dem 20. Juli 1944 sollte er verhaftet werden, ihm gelang aber im letzten Moment die Flucht. Während er sich versteckt hielt, erkrankte er schwer; da er sich im Untergrund befand, konnte er nicht die nötige ärztliche Hilfe erhalten. An den Folgen der Krankheit verstarb er 1946.

### Kategorisierung
Nach den dargestellten Lebensläufen können die Mitglieder des Kreisauer Kreises ungefähr wie folgt kategorisiert werden:
- Die Gruppe der Adeligen: Moltke, Yorck, Haeften, Trott, Einsiedel, (Gablentz)
- Die sozialistische Gruppe: Reichwein, Mierendorff, Leber, Haubach
- Die protestantische Gruppe: Poelchau, Gerstenmaier, Steltzer
- Die katholische Gruppe: Delp, Rösch, König, Lukaschek, van Husen, Peters

Es handelt sich hierbei nur um eine sehr grobe Kategorisierung. Während die katholische Gruppe weltanschaulich noch die am besten abgrenzbare Gruppe darstellt, ist der Zusammenhalt durch das Prädikat „Adel“ nur sehr lose. Die große Mehrheit der Kreisauer waren beispielsweise evangelische Christen, einige Adelige wie Einsiedel standen der SPD nahe. Die dargestellte „Lagerbildung“ eignet sich jedoch zur Verdeutlichung der Tatsache, dass sich im Kreisauer Kreis verschiedene und teils gegensätzliche Gesellschaftsschichten vereinigten.

## Geschichte
Der Kreisauer Kreis bildete sich Anfang 1940, als Moltke und Yorck, die beide bereits vorher in oppositionell eingestellten Gruppen wirkten, sich zu einer gemeinsamen Arbeit zusammenfanden. Beide kannten sich bereits vorher – beide Familien waren in Niederschlesien ansässig und Yorcks Schwester Davida Yorck von Wartenburg, genannt „Davy“, war mit Moltkes Vetter Hans-Adolf von Moltke, dem deutschen Botschafter in Polen, verheiratet – es bestand aber kein engerer Kontakt. Seitdem Moltke und Yorck zusammenarbeiteten, wurden systematisch vertrauenswürdige Personen hinzugezogen. Diese wurden entsprechend ihren Fachgebieten in Arbeitsgruppen aufgeteilt und sollten Entwürfe für die Neuordnung ausarbeiten. Auf drei großen Tagungen auf Moltkes Gut Kreisau wurden die Vorarbeiten zusammengefasst und als Grundsatzerklärungen, die die Pläne des Kreises widerspiegelten, schriftlich festgehalten. Von diesen Schriften wurden nur sehr wenige Kopien angefertigt, seine Exemplare ließ Moltke von seiner Frau in Kreisau verwahren. Im Januar 1944 wurde Moltke von der Gestapo verhaftet, da er einen Freund vor dessen bevorstehender Verhaftung gewarnt hatte. Die Festnahme hatte also keinen Bezug zur Arbeit im Kreisauer Kreis. Trotzdem löste sich dieser de facto auf, nachdem die Führungsperson ausgefallen war.

### Vorgeschichte
Wie bereits erwähnt, waren sowohl Moltke als auch Yorck in oppositionellen Kreisen tätig, bevor sie im Kreisauer Kreis zusammenarbeiteten. Der niederländische Historiker Ger van Roon unterscheidet eine soziologisch-wirtschaftlich interessierte Gruppe um Moltke und eine verwaltungstechnisch interessierte um Yorck.
Moltke verkehrte nach 1933 gelegentlich im so genannten Schifferkreis, in dem sich dem bürgerlichen Spektrum zuzurechnende Personen um den ehemaligen Minister Eugen Schiffer zu Gesprächsrunden trafen. Außerdem hielt er Kontakt zu einigen Freunden aus der Zeit der Löwenberger Arbeitsgemeinschaft, über die noch zu sprechen sein wird. Hier sind zunächst Carl Dietrich von Trotha und Horst von Einsiedel zu nennen.
Während der Sudetenkrise knüpfte Moltke einen engeren Kontakt zum ehemaligen schlesischen Landrat Hans Lukaschek, den er bereits aus der Zeit der Löwenberger Arbeitsgemeinschaft kannte. Mit Lukaschek erörterte Moltke die aktuelle politische Lage, nämlich Hitlers Kriegspläne gegen die Tschechoslowakei und die als Reaktion darauf entwickelten Staatsstreich-Pläne von Beck, Halder und Goerdeler. Nachdem die unmittelbare Kriegsgefahr durch die englische Appeasement-Politik während der Münchner Konferenz beseitigt worden war, waren die Überlegungen der Opposition obsolet geworden.
Im Jahr 1939 stießen über Einsiedel Otto Heinrich von der Gablentz und über Adolf Reichwein, Carlo Mierendorff und Theodor Haubach zu Moltkes Gruppe. Über den Rechtsanwalt Eduard Waetjen kamen Kontakte zu Karl Blessing und Ernst von Siemens zustande. Damit waren in Moltkes Gruppe Vertreter der Arbeitgeber, Arbeitnehmer und der Wirtschaftsverwaltung versammelt.
Die Gruppe um Yorck, aufgrund ihrer Mitglieder „Grafengruppe“ genannt, konstituierte sich 1938 kurz nach den organisierten Pogromen gegen die Juden. Zu den Mitgliedern zählten Fritz von der Schulenburg, der später auch zum weitläufigeren Kreisauer Kreis gehörte, Nikolaus Graf Uexküll, Mitarbeiter beim Reichspreiskommissar, der Industrielle Caesar von Hofacker, der Legationsrat Albrecht von Kessel und andere. Die Teilnehmer, die sich meist in Yorcks Wohnung im Berliner Villenviertel Lichterfelde West trafen, erörterten vor allem Verfassungsprobleme. Dienstlich und über seine Familie pflegte Yorck auch eine Reihe andere Kontakte, zum Beispiel zu Hermann Abs, Günter Schmölders und zum Freiburger Kreis. Unter dem Eindruck der Sudetenkrise und der „Zerschlagung der Rest-Tschechei“ verdichtete sich auch in Yorcks Gruppe die oppositionelle Haltung zu der Einsicht, dass eine politische Veränderung notwendig sei.

### Formierung des Kreisauer Kreises
Anfang 1940 verfestigte sich der Kontakt zwischen Yorck und Moltke. Am 4. Juni 1940 trafen sich die beiden mit Schulenburg bei Yorcks. Im Anschluss an dieses Treffen begann ein Briefwechsel zwischen Moltke und Yorck, in dem sie ihre beiderseitigen Standpunkte klärten und zu einer gemeinsamen Zusammenarbeit fanden. Der Beginn dieses Austauschs stand unter dem Eindruck des deutschen Sieges in Frankreich, als das nationalsozialistische Deutschland den Zenit seiner Macht fast erreicht hatte. Unbeirrt davon war Moltke der Überzeugung, dass der militärische Erfolg und die Ausdehnung des Deutschen Reiches nur zur Überdehnung der Ressourcen und damit zum beschleunigten Zusammenbruch führen müsse. Entsprechend eröffnete er die Korrespondenz mit den Worten:

„[…] nun, da wir damit rechnen müssen einen Triumph des Bösen zu erleben, und während wir gerüstet waren, alles Leid und Unglück auf uns zu nehmen, statt dessen im Begriffe sind, einen viel schlimmeren Sumpf von äußerem Glück, Wohlbehagen und Wohlstand durchwaten zu müssen, ist es wichtiger als je, sich über die Grundlagen einer positiven Staatslehre klar zu werden.“

Über die Ursache der französischen Niederlage stimmten beide überein, Yorck beurteilte das Ergebnis aber anders:

„[…] ich fand europäische Bereitschaft auf dem Boden der vollzogenen Tatsachen […] Selbst wenn – wie ich hoffe – wir zur Zeit den pathetischen Abschluß einer Epoche erleben, muß auf die Keime geachtet werden, die das neue Leben aus den Ruinen treiben soll.“

Wie im Schreiben von Moltke bereits anklingt, setzten sich die beiden in ihrem Briefwechsel, der durch mehrere Treffen ergänzt wurde, mit dem Staatsrecht, dem Verhältnis des Staates zum Individuum und dem Verhältnis des Staates zur Religion auseinander. Das Grundthema fasste Moltke wie folgt zusammen: „Welches ist die Manifestation der Gerechtigkeit im Staate!“
Am gleichen Tag, an dem Moltke seinen ersten Brief an Yorck verfasste, schrieb er einen weiteren an Einsiedel, in dem er an die Themen anknüpfte, die beide in Moltkes Wirtschaftskreis besprochen hatten. Analog zum Schreiben an Yorck fixierte Moltke die mit Einsiedel zu erörternde Frage: „Welches ist die Manifestation der Gerechtigkeit in der Wirtschaft?“
Mittels der Briefwechsel taxierte Moltke die Möglichkeiten, beide Gruppen auf einer gemeinsamen Grundlage zusammenzuführen. Das Ergebnis war eine im August 1940 stattfindende erste Tagung in Kreisau, die wohl als Kristallisationspunkt des Kreisauer Kreises gelten kann. Moltke, Yorck, Einsiedel und Waetjen besprachen Fragen der Erziehung, das Versagen der Lehrkörper vor der nationalsozialistischen Einflussnahme und die Gestaltung der Erziehung nach Hitler. Nach diesem Wochenende setzten Yorck und Moltke ihren Austausch fort. Letzterer befasste sich eingehend mit verschiedenen philosophischen Lehren, seine Lektüre bestand in dieser Zeit aus Werken von Kant, Voltaire, Spinoza, des Freiherrn vom Stein und anderen, von denen ihn offenbar besonders Spinozas Tractatus theologico-politicus beeinflusste. Als Folge des Gedankenaustauschs mit seinen Freunden und seiner eigenen Studien verfasste Moltke am 20. Oktober 1940 die Denkschrift „Über die Grundlagen der Staatslehre“. Auf die Inhalte dieses Arbeitspapiers wird im Abschnitt über die Pläne des Kreisauer Kreises noch genauer eingegangen, es sei jedoch bereits vorweggenommen, dass Moltke sich nicht nur mit praktischen Formen der Staatsorganisation auseinandersetzen wollte, sondern sich grundlegend über eine vom Wohl des Einzelnen ausgehende Verwaltungsorganisation Gedanken machte:

„Als erstes muss man sich darüber klar werden, welches der Inhalt des Staates sei, wovon der Staat lebe, wodurch sich ein Staat von einer großen organisierten Bande unterscheide. […] Daher stellt sich die Frage der Organisation erst, wenn man sich über den Inhalt klar ist […]“

Den Inhalt dieser Schrift besprach Moltke mit Yorck, der durchaus andere Auffassungen vertrat. Es gelang den beiden jedoch, sich über die wesentlichen Punkte zu einigen, so dass Moltke Mitte November 1940 schrieb:

„Wenn ich diese 3 Punkte betrachte, so sehe ich nicht, wo ein ernster sachlicher Unterschied zwischen uns bestehen sollte.“

### Die Arbeit des Kreises bis zur ersten Kreisauer Tagung
Nachdem sich Moltke und Yorck zusammengefunden hatten, wurden auch die jeweiligen Freunde mit einbezogen. Anfang 1941 fanden verschiedene Gesprächsrunden statt, von denen sich je eine mit Abs (8. Januar) und Albrecht Haushofer (3. Februar) aus Moltkes Briefen bestimmen lässt. Über das Jahr 1941 ging es zunächst darum, zuverlässige Personen zu gewinnen, die sich an einem systematischen Neuordnungskonzept – also nicht nur unverbindlichen Gedankenspielen – beteiligen wollten, und tragfähige Entwürfe auszuarbeiten. Nach 1940 waren Steltzer und Christiansen-Weniger zum Kreis gestoßen. Im Frühjahr 1941 sprach Moltke mit Hans Bernd von Haeften und Adam von Trott zu Solz, die beide im Auswärtigen Amt arbeiteten. Trott kannte Moltke schon aus England, und auch der Staatsrechtler Hans Peters, der – zur Luftwaffe eingezogen und zum Luftwaffenführungsstab nach Berlin versetzt – ab Ende 1940 regelmäßig Kontakt zu Moltke hielt, war diesem bereits aus seiner Breslauer Zeit bekannt.
Im Oktober fand eine erneute Zusammenkunft auf dem Gut Groß Behnitz statt, das Ernst von Borsig gehörte. Der Kontakt zu Borsig wurde von Yorck vermittelt, außer den genannten Personen nahmen auch Trott und ein gemeinsamer Bekannter von Yorck und Moltke namens Botho von Wussow teil. Die Gepflogenheit auf den großen Landgütern, regelmäßig Besucher zu empfangen, eignete sich bei dieser und den weiteren Treffen in Groß Behnitz, Kreisau und Klein-Oels als Tarnung. Ende November schrieb Moltke an seine Frau, dass die Arbeiten so weit gediehen waren, dass man die Entwürfe schriftlich fixieren und den einzelnen Arbeitskreisen zur Diskussion geben könne.
Bedeutsam war auch der Kontakt zu den Kirchen, der sich Ende 1941 ergab. Im September hatte Moltke den katholischen Berliner Bischof Preysing besucht, der sich in seinen Hirtenbriefen bereits früh kritisch mit den Entwicklungen im nationalsozialistischen Deutschland auseinandergesetzt hatte. Unter dem frischen Eindruck der Euthanasiepredigten von Galens fanden Preysing und Moltke eine gemeinsame Gesprächsbasis, die dazu führte, dass Moltke den Bischof alle drei bis vier Wochen besuchte. Karl Ludwig Freiherr von und zu Guttenberg brachte im Oktober den Provinzial der Oberdeutschen Provinz des Jesuitenordens, Augustin Rösch, zum Kreisauer Kreis. Mit ihm wurde man sich im November über eine Zusammenarbeit einig. Rösch wiederum stand in Verbindung mit dem Erzbischof von München, Kardinal Faulhaber. Mit den evangelischen Bischöfen kam der Kreisauer Kreis erst im Sommer des Jahres 1942 in Verbindung. Lediglich der Gefängnispfarrer Harald Poelchau stieß über von Haeften schon 1941 zum Kreis.

### Die drei Kreisauer Tagungen

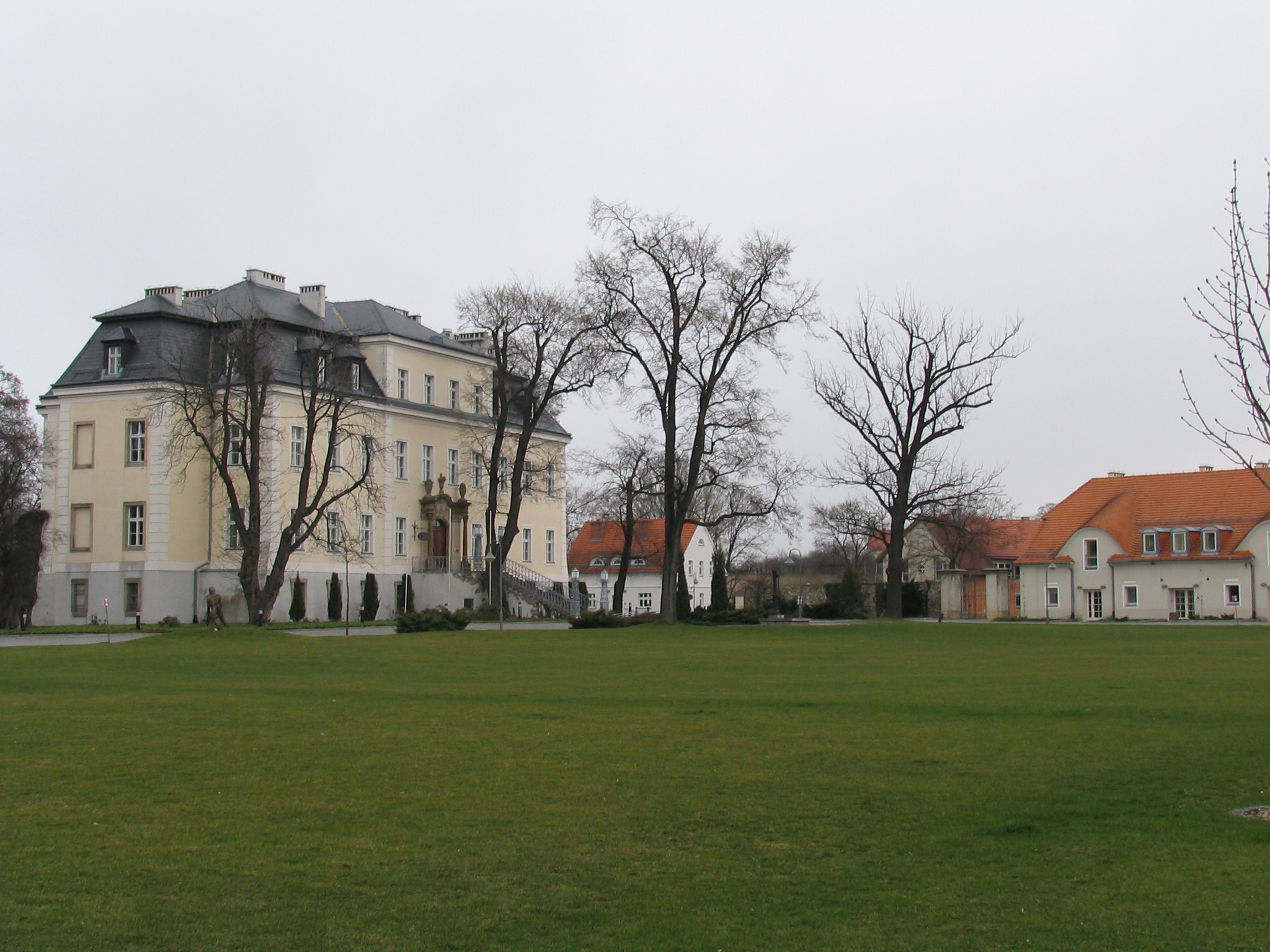
Kreisau in Schlesien gab dem Kreis seinen Namen. Hier fanden die drei wichtigsten Zusammenkünfte statt.

Pfingsten 1942, vom 22. bis zum 25. Mai, fand die erste Tagung in Kreisau statt. Die Teilnehmer – Moltke und Yorck nebst Gattinnen, Irene von Yorck, Peters, Poelchau, Rösch, Steltzer, Lukaschek und Reichwein – trafen sich im Berghaus, einem etwas abseits gelegenen Haus, in dem die Familie Moltke lebte, seit sie Anfang der 1930er Jahre das große Schloss Kreisau aufgrund wirtschaftlicher Schwierigkeiten aufgegeben hatte. Die Teilnehmer hielten zunächst vorher ausgearbeitete Referate, die anschließend diskutiert wurden. Moltke hielt einen Vortrag über die Hochschulreform, ergänzt von einer schriftlichen Stellungnahme Reichweins zu Schulfragen. Steltzer sprach über die evangelische Position zum Verhältnis von Kirche und Staat, Rösch erläuterte entsprechende Positionen der katholischen Kirche. Ergänzend dazu erörterte Peters Konkordats- und Kulturfragen.
Während dieses erste Wochenende noch recht entspannt und mit viel Freizeit abgelaufen war, stand die zweite Tagung, die vom 16. bis zum 18. Oktober 1942 stattfand, im Zeichen eines überfrachteten Pensums an zu besprechenden Themen. Ursprünglich waren für den Herbst 1942 zwei größere Gesprächsrunden vorgesehen, eine in Klein-Oels Ende September und eine in Kreisau Ende Oktober. Da zwei so kurz aufeinanderfolgende Versammlungen zu gefährlich erschienen und auch die Vorbereitungsarbeiten hinter dem Plan zurücklagen, wurden die beiden Termine zur zweiten Kreisauer Tagung zusammengefasst. Teilnehmer waren die Ehepaare Moltke und Yorck, wiederum mit Yorcks Schwester Irene, Einsiedel, Haubach, Gerstenmaier, Steltzer, Peters, Delp und Hermann Maaß. Letzterer war ein Abgesandter Wilhelm Leuschners und stand den Kreisauer Auffassungen skeptisch gegenüber. Daher wird er im Allgemeinen nicht zum Kreisauer Kreis gezählt. Gegenstand der zweiten Tagung waren der Verfassungsaufbau, wozu sich Moltke und Steltzer äußerten, und die Wirtschaftsordnung, zu der Einsiedel das Referat hielt. In der folgenden Diskussion wurden besonders der geplante föderale Staatsaufbau und die Stärkung der Selbstverwaltung diskutiert. Dass bei den Föderalismusplänen auf zentralistische Organisationen wie die Einheitsgewerkschaften verzichtet werden sollte, erregte bei Leuschners Vertreter Maaß starkes Missfallen. Aufgrund der extensiven Debatten zu diesem Thema konnte von der Wirtschaftsordnung nur die Einleitung durchgesprochen werden.
Im Februar 1943 hatte die 6. Armee in Stalingrad kapituliert, die Schlacht um Moskau war bereits im Dezember 1941 verloren gegangen und im Süden der Sowjetunion hatte die Wehrmacht sich bis März 1943 von der Linie Don/Wolga zum Donezbecken zurückgezogen. Es war offensichtlich geworden, dass das Deutsche Reich den Krieg nicht mehr gewinnen konnte. Außerdem waren den Kreisauern, von denen einige in der Staatsverwaltung oder bei der Wehrmacht tätig waren, die Verbrechen von Wehrmacht und SS bekannt geworden. Vor diesem Hintergrund fand die dritte Tagung in Kreisau – wiederum zu Pfingsten – vom 12. bis zum 14. Juni 1943 statt. Versammelt hatten sich die Ehepaare Moltke und Yorck nebst Schwester, Trott, Einsiedel, Reichwein, Gerstenmaier, van Husen und Delp. Auf der Tagesordnung stand die Fortsetzung der Diskussion zur Wirtschaftsordnung, die Außenpolitik und die „Bestrafung der Rechtsschänder“, womit die juristische Verfolgung der nationalsozialistischen Kriegsverbrecher gemeint war. Zur Außenpolitik referierte Trott, die Themen Rechtsordnung und Verfolgung von Kriegsverbrechern hatte van Husen vorbereitet.
Die Ergebnisse der Tagungen wurden in mehreren Grundsatzerklärungen schriftlich festgehalten. Auf den 9. August 1943 datiert wurden die „Grundsätze für die Neuordnung“, in denen die großen Linien des Kreisauer Programms dargestellt sind. In einem weiteren Dokument, der „Ersten Weisung an die Landesverweser“ (ebenfalls vom 9. August 1943) wurden – unter Berücksichtigung der Möglichkeit, dass das gesamte Land oder Teile davon von alliierten Truppen besetzt würde – erste einzuleitende organisatorische Maßnahmen fixiert, die nach dem Zusammenbruch des Regimes durchgeführt werden sollten. Vom 14. Juni bzw. 24. Juli 1943 stammen Entwürfe zur „Bestrafung von Rechtsschändern“.

### Auflösung des Kreises
Im Januar 1944 wurde Moltke von der Gestapo verhaftet, da er seinen Freund Otto Carl Kiep vor dessen bevorstehender Verhaftung gewarnt hatte. Von der Kreisauer Arbeit wurde damals noch nichts bekannt, und Moltke genoss eine im Vergleich zur sonstigen NS-Praxis lockere Haft. Obwohl die Kreisauer Kontakt zu Moltke halten konnten – die Freilassung konnte jedoch nicht erwirkt werden –, reduzierte sich der Kreisauer Kreis auf eine Rumpfgruppe, die gemeinsame Arbeit kam jedoch nicht zum Erliegen. In dem Führerduo Moltke/Yorck war Peter Yorck die integrative Kraft, während Helmuth James von Moltke die treibende war, die nun fehlte. Statt Moltke trat nun Leber stärker in den Vordergrund. Einige Kreisauer schlossen sich der Gruppe von Stauffenberg an, zu dem bereits vorher Kontakte bestanden hatten. Der entscheidende Impetus war hierbei die Verhaftung von Leber und Reichwein Anfang Juli 1944, die von einem Spitzel denunziert wurden, als sie Fühlung zu kommunistischen Widerstandsgruppen aufnehmen wollten. Besonders Yorck und Haubach verbanden sich nun eng mit Stauffenberg und forcierten einen gewaltsamen Umsturz. Neben den beiden Genannten nahmen noch Haeften, Trott, Reichwein, Leber, Gerstenmaier, van Husen, Lukaschek und Steltzer an den Vorbereitungen und/oder der Durchführung des Attentats vom 20. Juli 1944 aktiv teil.
Nach dessen Scheitern wurden noch in derselben Nacht Yorck, Gerstenmaier und Lukaschek festgenommen. Es folgten Haeften (23. Juli), Trott (25. Juli), Delp (28. Juli), Steltzer (1. August), Haubach (9. August), van Husen (August) und Rösch (11. Januar 1945). Lothar König konnte sich der bevorstehenden Verhaftung durch Flucht entziehen, Einsiedel und Trotha wurden nicht behelligt, obwohl ihre Namen bekannt geworden waren. Poelchau, Gablentz und Peters blieben gänzlich unentdeckt. Bereits vorher festgenommen waren Moltke (dessen Entlassung vor dem 20. Juli noch zur Debatte stand), Reichwein und Leber.
Besonders durch die Hilfe von Harald Poelchau, der Gefängnispfarrer in Tegel war, gelang es den Verhafteten, sich zu treffen und Kontakt zur Außenwelt zu halten. So konnten die Kreisauer ihre Verteidigungslinie aufeinander abstimmen. Sie einigten sich darauf, jede aktive Beteiligung am Umsturzversuch zu leugnen und sich auf die Position, sie hätten nur nachgedacht, zurückzuziehen. Genützt hat diese Verteidigungsstrategie während der Schauprozesse vor dem Volksgerichtshof nur wenig, wie die Geschichte gezeigt hat. Die Prozesse endeten mit Todesurteilen für Yorck, Haeften, Trott, Delp, Moltke, Reichwein, Leber und Haubach. Eugen Gerstenmaier kam – obwohl am Abend des 20. Juli im Bendlerblock anwesend – mit einer Zuchthausstrafe davon. Er hatte vor dem Gericht erfolgreich den Weltfremden gemimt. Lukaschek und van Husen kam der Tod Freislers zugute, sie wurden zu drei Jahren Zuchthaus verurteilt. Der Prozess von Rösch wurde verschoben und durch das Kriegsende obsolet. Theodor Steltzer wurde zum Tode verurteilt, nach norwegisch-schwedischer Intervention (ihm half besonders der Einfluss von Felix Kersten auf Himmler) jedoch begnadigt.

## Prägungen der Kreisauer Auffassungen
Im Abschnitt über die Mitglieder des Kreises wurde bereits eine grobe Milieukategorisierung vorgenommen. Aus den Lebensläufen der Kreisauer lassen sich weitere Phasen und Strömungen erkennen, die ihre geistigen Haltungen prägten. Als Gemeinsamkeit lässt sich erkennen, dass sich viele der späteren Kreisauer in Bewegungen engagierten, die die Überwindung damals bestehender Gegensätze, beispielsweise zwischen Arbeitern und Bürgertum, zwischen Protestantismus und Katholizismus oder zwischen Kirche und Sozialismus, zum Ziel hatten.
Als einschneidendes Erlebnis ist an dieser Stelle der Erste Weltkrieg zu nennen, der besonders die Älteren beeinflusste. Alle vor 1900 geborenen Kreisauer mit Ausnahme von Lukaschek hatten an diesem aktiv teilgenommen. Im Schützengraben nivellierten sich Klassenunterschiede, Kameradschaft war nicht von der Milieuzugehörigkeit der Soldaten abhängig. Über die gesellschaftlichen Auswirkungen schrieb Adolf Reichwein später: „Der moderne Krieg wühlt derart alle Kräfte und Gegenkräfte durcheinander, daß keine Partei ohne ernste Krise ihn überstehen kann.“, er erblickte jedoch auch die daraus folgenden Möglichkeiten: „Diese Krise birgt in sich das wirklich positive Kulturmoment des Krieges, indem sie als Heilmittel gegen sich selbst soziale Reformen auslöst. Wenn wir einen kulturellen Gewinn mit zu dem Frieden nehmen wollen, müssen wir uns diese Reformen sichern.“

### Jugendbewegung
Bereits vor dem Krieg hatte sich aus einem spätromantischen, antibürgerlichen Protestverhalten die Jugendbewegung gebildet. Diese gesellschaftliche Gruppe hatte sich auf dem Ersten Freideutschen Jugendtag 1913 deutlich gegen den verbreiteten Chauvinismus und Nationalismus artikuliert und forderte noch am Vorabend des Ersten Weltkrieges bei Kaiser Wilhelm den Erhalt des Friedens ein. Obwohl sich später einige Bünde mittels Ausprägung eines elitären Charakters abgrenzten, verfolgte der größte Teil das Ziel einer vom Volksbegriff bestimmten Überwindung der gesellschaftlichen Gegensätze im Deutschen Reich. Viele der späteren Kreisauer waren in der Jugendbewegung aktiv: Haubach und Mierendorff im sozialistischen Hofgeismarer Kreis, König und Delp im katholischen Bund Neudeutschland, Poelchau und Gerstenmaier in evangelischen Verbänden, Reichwein, Trotha, Einsiedel und Gablentz in freideutschen Gruppen.
Moltke beteiligte sich am Aufbau der schlesischen Arbeitslager- und Volksbildungsbewegung, die ebenfalls der Jugendbewegung zuzurechnen ist und in der auch Einsiedel, Trotha, Peters, Lukaschek, Gablentz, Reichwein und Christiansen-Weniger mitarbeiteten. Schlesien war nach dem Ersten Weltkrieg zwischen Deutschland und Polen geteilt worden, wobei fast die gesamte Industrie an Polen ging. Zu den daraus resultierenden wirtschaftlichen Problemen kam noch ein Flüchtlingsstrom aus dem ehemals deutschen Osten. Bereits 1926 war in Löwenberg eine Initiative ins Leben gerufen worden, die später meist als „Löwenberger Arbeitsgemeinschaft“ oder „Boberhauskreis“ bezeichnet wurde. Ziele dieser Initiative waren die Kontaktpflege mit Auslandsdeutschen und die Zusammenführung der verschiedenen sozialen Gruppen. Geistiger Kopf dieser Arbeitsgemeinschaft wurde der Breslauer Professor Eugen Rosenstock-Huessy. Nach seinen Vorstellungen wurden Arbeitslager durchgeführt, in denen sich Arbeiter, Studenten und Bauern zu gemeinsamer Arbeit und Referaten zusammenfanden. Neben dieser Form der Zusammenarbeit, die zunächst Jugendliche aus den verschiedenen gesellschaftlichen Schichten enger zusammenführen sollten, wurden auch so genannte „Führerbegegnungen“ abgehalten. Dabei handelte es sich um eine Begegnung der Jungen mit älteren Personen und führenden Stellungen. Damit sollte verhindert werden, dass sich die Jugendgruppe gegenüber der älteren Generation abkapselte. Die schlesische Arbeitslagerbewegung fand in Deutschland einige Nachahmer, jedoch gab es schon ab 1930 Differenzen in der schlesischen Gruppe. Besonders in sozialistischen Kreisen, aber auch in kirchlichen und industriellen hatte es immer schon Vorbehalte gegen die Initiative gegeben, Anfang der dreißiger Jahre zogen diese ihre Unterstützung weitgehend zurück. Nach der Machtübernahme der Nationalsozialisten wurde der Arbeitslagerbewegung ihr führender Kopf entzogen – Rosenstock-Huessy war jüdischer Herkunft und emigrierte in die Vereinigten Staaten.

### Religiöser Sozialismus
Die Strömung des Religiösen Sozialismus war der Versuch, die konträren Positionen von Religion und Sozialismus zu überbrücken. Der bedeutendste Vertreter des religiösen Sozialismus, der primär von protestantischer Seite ausging, war der Brandenburger Philosoph und Theologe Paul Tillich. Bei Tillich in Marburg hatte beispielsweise Harald Poelchau studiert, Trotha und Einsiedel besuchten Vorlesungen von Adolf Löwe, einem weiteren prominenten Vertreter des religiösen Sozialismus. Die Vertreter des religiösen Sozialismus versuchten nicht, eine Synthese zwischen Sozialismus und Religion herzustellen. Auf ethischen und eschatologischen Motiven gegründet sollte eine neue Ordnung hergestellt werden, eine sinnerfüllte Gesellschaft, in der der Sozialismus nicht mehr nur eine Arbeiterbewegung, sondern ein übergreifendes ethisches Ideal sein sollte. Die Gesellschaftsform des Kapitalismus wurde von den religiösen Sozialisten abgelehnt. Anstatt die Symptome – das wirtschaftliche Elend breiter Schichten – zu lindern, sollte die Grundlage beseitigt werden, die der Kapitalismus darstellte.
Im publizistischen Organ der religiösen Sozialisten, den „Neuen Blättern für den Sozialismus“, verfassten Poelchau und Adam von Trott zu Solz redaktionelle Beiträge, im Beirat der Zeitschrift saßen von den späteren Kreisauern Reichwein, Haubach und Mierendorff. Bei den „Neuen Blättern für den Sozialismus“ trafen die Genannten unter anderem auf vier Führungsmitglieder der späteren linkssozialistischen Widerstandsgruppe Roter Stoßtrupp. Diese Verbindungen hielten beispielsweise über Curt Bley und Adam von Trott zu Solz auch während der Zeit des „Dritten Reiches“ an und führten zu gewissen Überschneidungen beider Widerstandskreise.

### Katholische Soziallehre
Auch in der katholischen Kirche spielte die soziale Frage eine Rolle. Im 19. Jahrhundert hatten sich im Katholizismus nur einzelne Pioniere wie Adolph Kolping oder Bischof Ketteler mit den sozialen Problemen der Industrialisierung auseinandergesetzt. Für die Position der Amtskirche waren insbesondere die beiden Sozialenzykliken Rerum Novarum (1891) und Quadragesimo anno (1931) bedeutsam. Obwohl in beiden Schreiben der Sozialismus abgelehnt wurde, kam es auf einigen Gebieten zu einer Annäherung zwischen sozialistischen und katholischen Positionen. Dies war nicht zuletzt dem Umstand geschuldet, dass einige sozialistische Dogmen aufgegeben wurden, nachdem die SPD staatstragende Partei geworden war. Neben dem Sozialismus wurde auch der Kapitalismus bzw. der Liberalismus kritisch betrachtet. Die katholischen Vordenker vertraten die Auffassung, dass die Kirchenarbeit im Kapitalismus nur aus Symptomarbeit, d. h. dem Lindern der Auswirkungen des Kapitalismus (wirtschaftliche Verelendung), bestehe, eine grundlegende Aufbauarbeit jedoch nicht möglich sei. Aus diesem Grund galt auch der Kapitalismus als zu überwindendes System. Bei der Bearbeitung der sozialen Frage und auch bei der Annäherung an sozialistische Auffassungen oder den religiösen Sozialismus war der Jesuitenorden führend. An der Ausarbeitung der Enzyklika „Quadragesimo anno“ soll beispielsweise der jesuitische Sozialethiker Gustav Gundlach führend beteiligt gewesen sein. In diesem zweiten Schreiben zur sozialen Frage hatte der Heilige Stuhl betont, dass der Mensch zugleich Individuum und doch in eine Gemeinschaft eingebunden sei. Es wurden also sowohl einseitig individualistische als auch einseitig kollektivistische Vorstellungen abgelehnt.

## Die Pläne des Kreisauer Kreises
Den Gedankengebäuden und Neuordnungsplänen, die im Kreisauer Kreis entwickelt worden sind, liegen einige fundamentale Prinzipien zugrunde.
Bereits 1939/1940 formulierte Moltke in seiner Denkschrift „Die kleinen Gemeinschaften“ den Grundgedanken eines gesellschaftlichen Aufbaus „von unten“; der spätere Staat sollte auf Basis überschaubarer Selbstverwaltungseinheiten aufgebaut werden. Diese Vorstellung, die dem von katholischer Seite vertretenen Subsidiaritätsprinzip ähnelt, stellte eine radikale Abkehr vom traditionellen Obrigkeitsstaat dar und zieht sich durch alle Themenbereiche, die im Kreisauer Kreis bearbeitet wurden. So wurden unter dem Einfluss Schulenburgs, Lukascheks und Königs Reichsreformpläne erstellt, die auch eine Neugliederung des Reichsgebiets in neue Reichsländer von ausgeglichener Größe, Wirtschaftskraft und Bevölkerung von etwa je vier Millionen Einwohnern vorsahen. Nach einer erhaltenen Karte sollte das Großdeutsche Reich in den Grenzen von 1943 in 19 oder 20 Länder eingeteilt werden:
1. Ostpreußen (mit Memelland, Regierungsbezirk Zichenau und Sudauen)
2. Westpreußen
3. Pommern
4. Posen (= Wartheland)
5. Brandenburg (mit Berlin und Regierungsbezirk Magdeburg, ohne Niederlausitz)
6. Nordmark (Schleswig-Holstein, Hamburg, Mecklenburg, Landkreis Prenzlau)
7. Niedersachsen (mit Bremen, ohne Regierungsbezirk Osnabrück)
8. Niederrhein-Westfalen (Westfalen, Lippe, Schaumburg-Lippe, Regierungsbezirke Düsseldorf und Osnabrück)
9. Rheinland (mit Siegerland, Nord-Nassau, Ostbelgien und Luxemburg, ohne Düsseldorf)
10. Thüringen (mit Regierungsbezirken Erfurt und Kassel)
11. Sachsen (mit Anhalt, Regierungsbezirk Merseburg und der Lausitz)
12. Schlesien (mit Regierungsbezirken Kattowitz und Troppau, ohne Oberlausitz)
13. Franken (mit Oberpfalz)
14. Hessen-Pfalz (Land Hessen, Süd-Nassau, Rhein-Main-Gebiet, Pfalz)
15. Saar-Lothringen
16. Baden-Elsass
17. Württemberg (mit Vorarlberg und den Landkreisen Memmingen, Lindau, Kempten und Sonthofen)
18. (Ober-)Bayern (Ober- und Niederbayern, Großteil Bayerisch-Schwabens)
19. Ostmark (Österreich ohne Vorarlberg)
20. Böhmen und Mähren (Reichsprotektorat, Regierungsbezirke Eger und Aussig)

Eng mit der Abkehr vom Zentralismus verbunden ist die Betonung einer moderaten Art des Individualismus, die sich gegen den (nationalsozialistischen) Kollektivismus (Volksgemeinschaft) und die Vermassung der urbanen Industriegesellschaft richtete. Im Zentrum aller Erwägungen stand der einzelne Mensch, dessen Freiheit der neue Staat im größtmöglichen Umfang gewährleisten sollte.
Während die vorgenannten Punkte sich nach innen, das heißt auf die Strukturierung des deutschen Staates, beziehen, richtet sich das dritte Grundprinzip nach außen, nämlich auf die Einbindung des Deutschen Reiches in das internationale Staatengeflecht. Die Kreisauer vertraten hier eine dezidiert europäische Auffassung, die sich auf praktischer Ebene in den zahlreichen Kontakten zu ausländischen Widerstandsgruppen widerspiegelte. Der Nationalismus wurde als überkommenes Prinzip betrachtet, welches sich zur Lösung der kontinentaleuropäischen Probleme als ungeeignet erwiesen hatte. Dementsprechend wollte man im Kreis eine europäische Verbindung auf einer gemeinsamen weltanschaulichen Basis – nämlich dem Christentum – schaffen. Damit sollten zum einen die Probleme ethnischer Minderheiten, die schon während der Weimarer Republik offen zutage getreten waren, gelöst werden und auch die Kriegsgefahr erhoffte man durch eine europäische Verflechtung, hier insbesondere im Bereich der Wirtschaft, zu bannen. Der radikalste Vordenker auf diesem Gebiet war Moltke, dem ein europäischer Bundesstaat vorschwebte, in dem die ehemaligen Nationalstaaten lediglich nicht-souveräne Verwaltungsgliederungen darstellen sollten.

## Gedenkstätte
Das Gut Kreisau im polnischen Dorf Krzyżowa ist nach 1989 zur Internationalen Jugendbegegnungsstätte Kreisau ausgebaut worden. Im ehemaligen Schloss befindet sich eine Ausstellung zum Kreisauer Kreis und zu anderen Widerstandsbewegungen des 20. Jahrhunderts. Die Internationale Jugendbegegnungsstätte fördert den Austausch zwischen Menschen mit unterschiedlicher sozialer, religiöser und nationaler Herkunft und will die Brückenbildung zwischen West- und Osteuropa stärken.
Der Asteroid (7945) Kreisau wurde am 11. April 1998 nach dem Kreisauer Kreis benannt.

## Trivia
- Der Kreisauer Kreis wurde als bewaffnete Widerstandsbewegung der fiktiven Stadt Isenstadt in das Computerspiel Wolfenstein (2009) aufgenommen und unterstützt dort den US-amerikanischen Protagonisten, obwohl nachweislich von der realen Widerstandsbewegung keinerlei bewaffnete oder militaristische Aktionen ausgingen.